# Перикардит
Перикарди́т (лат. pericarditis) — гостре або хронічне запалення перикарда (зовнішньої оболонки серця). Часто є проявом, симптомом якого-небудь загального захворювання (туберкульоз, ревматизм) або є супутнім хворобі міокарда та ендокарда (ревматичний панкардит).

## Етіологія
Інфекційні фактори — (віруси, бактерії, рикетсії, грибки, найпростіші), ревматизм, ревматоїдний артрит, системний червоний вовчак, інфаркт міокарда, уремія, подагра, травма, в тому числі операційна (комісуротомія), променеве ураження перикарда, злоякісні пухлини та гемобластози.
Найчастішою причиною є вірусна інфекція. Такі перикардити зазвичай називаються неспецифічними. Ідіопатичними називають перикардити, причина яких невстановлена.
Етіологічна класифікація перикардитів :
1. Інфекційні перикардити:
  1. Вірусний
  2. Гнійний
  3. Туберкульозний
  4. Грибковий
  5. Інші — сифілітичний, паразитарний, тощо
2. Неінфекційні перикардити:
  1. При гострому інфаркті міокарда
  2. При уремії
  3. При новоутвореннях:
    - при первинних пухлинах (доброякісних або злоякісних)
    - при метастазах пухлин до перикарду

  4. При мікседемі
  5. Холестериновий
  6. Хілоперикард
  7. При травмах:
    - проникаючих через грудну стінку
    - не проникаючих через грудну стінку

  8. При аневризмі аорти
  9. Постпроменеві
  10. Пов'язані з наявністю дефекту в міжпередсердній перетинці
  11. Пов'язані з тяжкою хронічною анемією
  12. При інфекційному мононуклеозі
  13. При сімейній середземноморській гарячці
  14. Сімейні перикардити (англ. Mulibrey nanism)
  15. При саркоїдозі
  16. Гострий ідіопатичний
3. Перикардити, пов'язані з гіперчутливістю або автоімунними причинами:
  1. Ревматичний
  2. Системні захворювання сполучної тканини:
    - системний червоний вовчак
    - ревматоїдний артрит
    - склеродермія

  3. Такі, що їх спричинюють лікарські препарати:
    - новокаїнамідні
    - гідралазинові
    - інші

  4. Після травми або пошкодження серця:
    - після інфаркту міокарда (синдром Дрехслера)
    - постперикардіотомічний

## Патогенез
В основі патогенезу перикардиту часто лежить алергічний або автоімунний процес. При інфекційних перикардитах інфекційний фактор розглядають як імунний стимул, пусковий механізм. Однак не виключають й безпосереднє пошкодження оболонок серця бактеріальними або іншими агентами.
Розрізняють
- сухий (фібринозний)
- ексудативний перикардит, який може бути серозним, серозно-фібринозним, гнійним, геморагічним, гнилостним.

## Клінічний перебіг
Клінічна класифікація перикардитів:
1. Гострі перикардити (менше 6 тижнів):
  1. Фібринозний
  2. Випотний (або геморагічний)
2. Підгострі перикардити (від 6 тижнів до 6 місяців):
  1. Констриктивний
  2. Констриктивно-випотний
3. Хронічні перикардити (більше 6 місяців):
  1. Констриктивний
  2. Випотний
  3. Адгезивний (неконстриктивний)

Клінічний перебіг та тяжкість визначаються основним захворюванням та характером випоту, його кількістю та темпом накопичення.
Запальний процес зазвичай починається з внутрішньої пластинки. Запальний ексудат всмоктується, а на перикарді залишається фібрин (сухий перикардит), часто на обмежених ділянках, але іноді дифузно — «волохате серце» (лат. cor villosum). Кількість рідини в перикарді при цьому дещо збільшена, та захворювання проявляється нездужанням, гарячкою, загруднинним або прекардіальним болем, який іноді нагадує стенокардію, та шумом тертя перикарду. Ознак недостатності кровообігу зазвичай не спостерігають. Це найчастіша форма перикардиту.
Рідше зустрічається ексудативний перикардит, при якому у порожнині перикарду скупчуються іноді до 2 літрів запальної рідини. Як наслідок — виникають спайки між листками перикарда (адгезивний перикардит). При цьому може бути повне зарощування порожнини перикарда (лат. concretio pericardii). Іноді цей процес супроводжується відкладанням вапна («панцирне серце»), що часто спостерігають у хворих на туберкульоз або рановий сепсис. Рубцева тканина, зморщуючись, стискає серце (здавлюючий або констриктивний перикардит).
Накопичення рідини в порожнині перикарду супроводжується зникненням прекардіального болю та шуму тертя перикарду, появою задишки, ціанозу, набуханням шийних вен, ослабленням серцевого поштовху, розширенням серцевої тупості. Задишка супроводжується сухим кашлем внаслідок тиску перикардіальної рідини на трахею, бронхи, легені. При тиску рідини на діафрагмальний нерв у хворого виникає блювота.
По мірі накопичення рідини в перикарді здавлюються серце та великі судини, особливо нижня та верхня порожнисті вени, що призводить до характерним порушенням гемодинаміки. Спостерігається симптом Ауенбруггера. Внаслідок зниження діастолічного наповнення зменшується ударний об'єм серця, тони серця стають глухими, пульс малим та частим, нерідко парадоксальним. Аналогічні явища спостерігають й при констриктивному (здавлюючому) перикардиті. При цьому внаслідок деформуючих зрощень у ділянці передсердь нерідко виникає також миготлива аритмія.
При швидкому накопиченні великої кількості ексудату може розвинутися синдром «тампонади серця», що проявляється ціанозом, тахікардією, почастішанням пульсу та падінням АТ, нестерпними нападами задишки, іноді з втратою притомності, швидко зростаючим венозним застоєм. Близький за характером синдром виникає при масованих зрощеннях перикарда, так званий симптомокомплекс Піка, що супроводжується розвитком псевдоцирозу Піка, в результаті порушення кровообігу в печінці та в системі ворітної вени з високим центральним венозним тиском, портальною гіпертонією, асцитом, периферійними набряками.

## Діагностика
У таких хворих біль зазвичай виникає на початку захворювання, коли відзначається зіткнення листків перикарду. При появі випоту або їх зрощенні біль зникає. При гострому сухому перикардиті біль може бути ниючим, тупим або гострим, різальним. Найчастіше він локалізується в області верхівкового поштовху або поширюється на усю прекардіальну ділянку, груднину і праву половину грудної клітки. Іррадіація болю в ліве плече, руку, лопатку зустрічається рідко. Характерна особливість болю — його залежність від положення тіла і дихальних рухів. Характерним є симптом натискання на мечоподібний відросток і груднинно-ключичне зчленування. Це натискання спричинює біль через подразнення діафрагмального нерва, який бере участь в іннервації перикарда. Діагностика перикардиту ґрунтується на вислухуванні шуму тертя перикарда як в систолу, так і в діастолу, посилення його відбувається при натисканні на грудну клітку. При ексудативному перикардиті біль не виражений, відзначають тяжкість в ділянки серця, виявляють глухість серцевих тонів, іноді додаткові тони в систолу і діастолу.
Для діагностики проводять ехокардіографію.
Діагноз наявності рідини в перикарді або його потовщення може бути підтверджено одним з методів:
1. Катетеризація серця. Катетер проводять в праве передсердя та повертають таким чином, щоби його кінець увійшов у контакт з латеральною стінкою правого шлуночка. При наявності випоту або потовщення перикарду кінець катетеру відділений від рентгеноконтрастних легень непрозорою смугою.
2. Ангіокардіографія. Контрастну речовину швидко вводять в праве передсердя, та в цьому випадку латеральна стінка відділена від краю серцевого силуету.

## Лікування
При алергійному або інфекційно-алергійному перикардиті застосовують глюкокортикостероїди (преднізолон, дексаметазон тощо), які іноді комбінують з імунодепресантами (азатіоприн), ретельно контролюючи при цьому вміст лейкоцитів та лейкоцитарну формулу. Призначають також нестероїдні протизапальні препарати. При інфекційних та гнійних перикардитах (стафілококових, пневмококових тощо) застосовують антибіотики відповідно до чутливості до них збудників — захищені амінопенциліни, цефалоспорини, аміноглікозиди тощо. При паразитарних перикардитах призначають протипаразитарні засоби. У випадку загрози тампонади серця проводять лікувальну пункцію перикарда. При застійних явищах застосовують діуретики: фуросемід, гіпотиазид та ін. Різке підвищення венозного тиску є показанням до кровопускання (до 400 мл). Перикардоектомія застосовується тільки при констриктивному перикардиті, при значному порушенні кровообігу та гнійному перикардиті.